# Kanton Eaubonne
Kanton Eaubonne is een voormalig kanton van het Franse departement Val-d'Oise. Kanton Eaubonne maakte deel uit van het arrondissement Pontoise en telde 22.882 inwoners (1999). Het werd opgeheven bij decreet van 17 februari 2014 met uitwerking in maart 2015.

## Gemeenten
Het kanton Eaubonne omvatte enkel de gemeente Eaubonne.